# Le Jardin de Mickey
Pour plus de détails, voir Fiche technique et Distribution.
Le Jardin de Mickey (titre original : Mickey's Garden) est un dessin animé de Mickey Mouse produit par Walt Disney pour United Artists et sorti le 13 juillet 1935.

## Synopsis
Mickey fait du jardinage en compagnie de Pluto mais le jardin est envahi par des insectes. Il lutte contre eux avec un insecticide de sa confection mais se retrouve lui-même aspergé. Le produit lui provoque des hallucinations, les insectes deviennent géants.

## Fiche technique
- Titre original : Mickey's Garden
- Autres Titres[1] :
  - Allemagne : Mickys Garten
  - Espagne : El Jardín de Mickey
  - France : Le Jardin de Mickey
  - Suède : Musse Piggs trädgård
- Série : Mickey Mouse
- Réalisation : Wilfred Jackson
- Animateur : Dick Huemer, Ollie Johnston (intervalliste)
- Voix : Walt Disney (Mickey), Pinto Colvig (Pluto)
- Producteur : Walt Disney, John Sutherland
- Société de distribution : United Artists
- Date de sortie : 13 juillet 1935[2]
- Format d'image : Couleur (Technicolor)
- Musique : Leigh Harline (non crédité)
- Son : Mono RCA Photophone
- Durée : 9 minutes
- Langue : (en)
- Pays :  États-Unis

## Voix françaises
- Jean-Paul Audrain : Mickey Mouse